# Arezzo (tỉnh)
Tỉnh Arezzo (tiếng Ý: Provincia di Arezzo) là một tỉnh trong vùng Toscana của Ý. Tỉnh này nằm ở cực đông vùng Toscana. Thủ phủ đóng ở thành phố Arezzo. Tỉnh này giáp ranh với Emilia-Romagna (tỉnh Forlì-Cesena và tỉnh Rimini) về phía đông bắc, với tỉnh Firenze ở phía tây bắc, Marche (tỉnh Pesaro và tỉnh Urbino) và Umbria (tỉnh Perugia) ở phía đông và tỉnh Siena ở phía tây nam.

## Các đô thị
Tỉnh có diện tích 3.232 km², dân số 323.288 (2001) trong 39 comune. Tại thời điểm 30 tháng 6 năm 2005, các comune chính gồm:
| Comune                     | Dân số |
| -------------------------- | ------ |
| Arezzo                     | 95.082 |
| Montevarchi                | 22.800 |
| Cortona                    | 22.537 |
| San Giovanni Valdarno      | 17.103 |
| Sansepolcro                | 15.858 |
| Castiglion Fiorentino      | 12.502 |
| Bibbiena                   | 12.104 |
| Terranuova Bracciolini     | 11.814 |
| Bucine                     | 9.760  |
| Civitella in Val di Chiana | 8.919  |
| Foiano della Chiana        | 8.795  |
| Cavriglia                  | 8.764  |
| Monte San Savino           | 8.456  |